# Fibonaccijeva beseda
Fibonaccijeva beseda je posebno zaporedje dvojiških števk (ali simbolov iz poljubne dvočrkovne abecede). Nastane s ponavljajočim pripenjanjem, podobno kot Fibonaccijeva števila nastanejo s ponavljajočim seštevanjem.
Je vzorčni zgled sturmovske besede.